# Anastacia
Anastacia (tên khai sinh: Anastacia Lyn Newkirk, sinh ngày 17 tháng 9 năm 1968) là ca sĩ và nhạc sĩ người Mỹ.
Album đầu tay của cô, Not That Kind (2000), thành công trên trường quốc tế; ở châu Âu và châu Úc, đĩa đơn "I'm Outta Love" trong album trở thành bài hát bán chạy nhất trong năm đó. Trao giải thưởng như "Nữ nghệ sĩ nhạc pop có đĩa nhạc bán chạy nhất thế giới" những năm 2001, thành công thương mại của cô tiếp tục với album năm 2001 Freak of Nature.
Anastacia sinh ra ở Chicago, Illinois. Người cha quá cố của cô Robert Newkirk (gốc Ukraina) là một ca sĩ câu lạc bộ và mẹ cô Diane Hurley (người gốc Ireland) là một nữ diễn viên trên sân khấu Broadway. Sau khi cha cô (một người đau khổ rối loạn lưỡng cực) rời bỏ gia đình Newkirk, họ chuyển đến thành phố New York khi cô đến tuổi thiếu niên. Sau đó, cô theo học tại trường của trẻ em chuyên nghiệp ở Manhattan.

## Danh sách album
- Not That Kind (1999)
- Freak of Nature (2001)
- Anastacia (2004)
- Heavy Rotation (2008)
- It's a Man's World (2012)
- Resurrection (2014)
- Evolution (2017)